# 1955年柬埔寨大選
1955年6月9日，柬埔寨举行大选。选举是在1954年日内瓦会议确定的和平和该国独立之后举行的。选举推迟到1955年9月。结果是人民社会同盟获得胜利，赢得了所有91个席位。